# Metalectra aglaia
Metalectra aglaia là một loài bướm đêm trong họ Erebidae.